# Eurycercus pompholypodes
Eurycercus pompholypodes är en kräftdjursart som beskrevs av Frey 1975. Eurycercus pompholypodes ingår i släktet Eurycercus och familjen Chydoridae. Inga underarter finns listade i Catalogue of Life.